# شريان سباتي أصلي أيمن
شريان سباتي أصلي أيمن ‏ هو شريان يتفرعُ من شريان عضدي رأسي.